# La Esperanza (Guerrero)
La Esperanza es una localidad del estado mexicano de Guerrero. Es parte del municipio de Mártir de Cuilapan.

## Demografía
| Gráfica de evolución demográfica |
|                                  |

| Censo | Población |
| ----- | --------- |
| 1960  | 346       |
| 1970  | 675       |
| 1980  | 1 061     |
| 1990  | 1 555     |
| 2000  | 1 784     |
| 2010  | 2 311     |
| 2020  | 2 293     |